# Карреньо, Андрес
Андрес Лоренсо Карреньо Самбрано (исп. Andrés Lorenzo Carreño Zambrano; 5 мая 2003, Санта-Марта) — колумбийский футболист, нападающий клуба «Унион Магдалена».

## Клубная карьера
Воспитанник «Унион Магдалена». Впервые в заявку первой команды попал 30 марта 2022 года на матч Кубка Колумбии против «Реал Сантандер». Дебютировал в 6 февраля 2023 года в матче Апертуры против «Энвигадо», заменив на 67-й минуте Алена Герреро. Впервые в стартовом составе вышел 16 февраля в кубковой игре с «Бока Хуниорс Кали». По итогам сезона «Унион» в четвёртый раз в истории и впервые с 2019 года вылетел в Категорию Примера B. Тем не менее, 23 октября, когда клуб гарантировал понижение в классе, Карреньо и его сокомандник Карлитос Беха устроили вечеринку, запись которой попала в социальные сети и вызвала массовое недовольство болельщиков. 2 февраля 2024 года в первом туре Примеры B вышел в стартовом составе и забил первый гол в карьере, принеся победу над «Боготой». 25 марта оформил первый в карьере дубль, но не смог спасти команду от поражения в игре с «Итагуи Леонес». С 19 апреля по 2 мая забивал по голу в трёх матчах подряд, каждый из которых становился победным. Всего в Апертуре забил 9 голов, став лучшим бомбардиром команды и одним из четырёх лучших в чемпионате.